# Томас и другари: Трка за награду острва Содор
Томас и другари: Трка за награду острва Содор (енгл. Thomas & Friends: Race for the Sodor Cup) канадско је анимирани мјузикл филм из 2021. у дистрибуцији Mattel Television. То је телевизијске серије Томас и другари у ТВ серија из 2021.